# Scelotes limpopoensis
Scelotes limpopoensis — вид сцинкоподібних ящірок родини сцинкових (Scincidae). Мешкає в Південній Африці.

## Підвиди
Виділяють два підвиди:
- Scelotes limpopoensis albiventris Jacobsen, 1987;
- Scelotes limpopoensis limpopoensis FitzSimons, 1930.

## Поширення і екологія
Scelotes limpopoensis мешкають в провінції Лімпопо на північному сході ПАР (в долині Лімпопо та від Саутпансберга на південь до Ватерберга), а також в сусідніх районах Ботсвани і Зімбабве. Вони живуть в сухих саванах і рідколіссях, серед глибоких піщаних ґрунтів, на висоті від 300 до 1100 м над рівнем моря.